# カダヤシ目
カダヤシ目（カダヤシもく、Cyprinodontiformes）は、硬骨魚類の分類群の一つ。キプリノドン目あるいはキュプリノドン目とも呼ばれる。2亜目10 科109属で構成され、カダヤシ・グッピー・ソードテールなど小型の熱帯魚を中心に1,013種が所属する。
本目はかつてメダカ目と呼ばれていたが、メダカ科がダツ目に移動されたため、呼称がカダヤシ目に変更されたという経緯がある。

## 概要

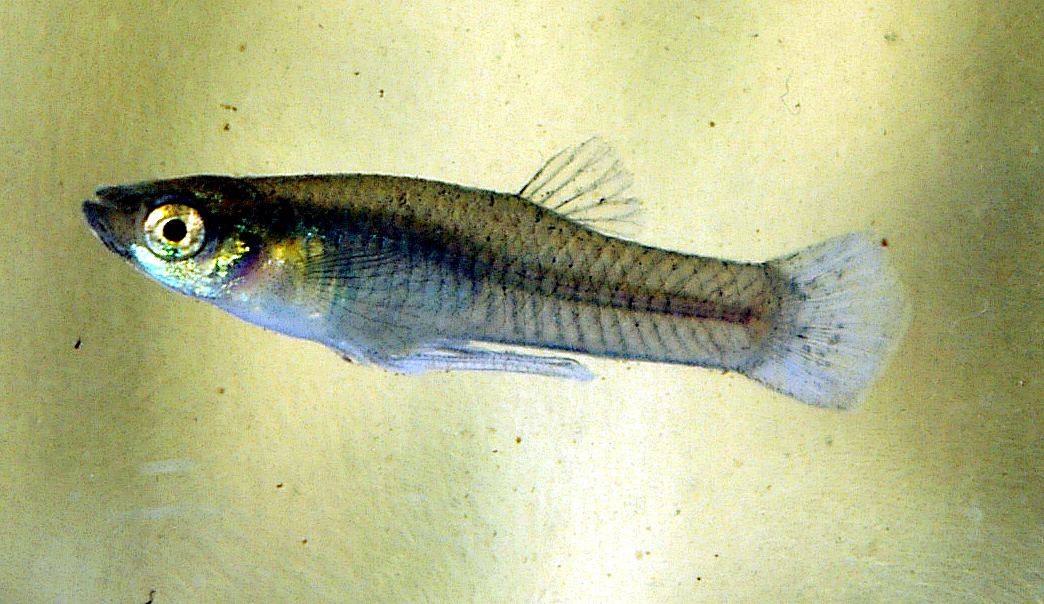
カダヤシの雄 Gambusia affinis （カダヤシ科）。1916年に台湾から日本に移入された本種は、現在では東北地方以南の各地に分布している

カダヤシ目に所属する1,013種の魚類のうち、996種は淡水魚である。南北アメリカ大陸とアフリカ大陸の河川・湖沼に分布する仲間がほとんどで、ごく一部がヨーロッパの地中海沿岸やアジアの淡水域に産する。日本には在来のカダヤシ目魚類はいないが、カダヤシ（Gambusia affinis）およびグッピー（Poecilia reticulata）が移入種として全国各地に定着している。
体色の性的二形が顕著なグループで、多くの場合雄は雌よりも鮮やかな色彩をもつ。観賞魚やモデル生物として利用される種類も多く、世界各地の水族館や個人のアクアリウムで飼育対象とされるほか、生物学の研究材料として長年にわたり貢献した歴史をもつ。本目の魚類は発生の機構や成長の過程が多様性に富んでおり、卵の大きさは0.3-3mmまで幅広く、胚発生の期間は1週間程度から1年を超える種までさまざまである。
本目にはカダヤシ科・ヨツメウオ科など、体内受精による繁殖をおこなう卵胎生の魚類が多数所属する。雄は臀鰭の鰭条が変形した交接器をもち、雌との交尾に使用する。卵は雌の体内で孵化し、仔魚が産出される。
トウゴロウイワシ目・ダツ目と近縁で、カダヤシ目を含めた3グループの間で分類体系の変遷を多く重ねてきた。主に骨格上の特徴に基づき、現在のカダヤシ目の単系統性は支持されている。尾鰭の骨格は対称性をもち、後縁は平坦あるいは丸みを帯び二又に分かれることはない。第一後擬鎖骨は鱗のような形態をしている。腹鰭は通常腹部にあるが、もたないものもいる。ダツ目とは異なり、上顎を突き出すことができる。鋤骨・上擬鎖骨をもち、外翼状骨・後翼状骨（頭部を構成する骨の一つ）を欠くことが多い。

## 分類
カダヤシ目はアプロケイルス亜目・カダヤシ亜目の2亜目からなり、10科109属1,013種で構成される。
本目の分類は1960年代にGreenwoodらによって構成された体系を長く基本とし、当時は「キプリノドン科」に多数のグループが一つにまとめられていた。1980年代初頭にParentiがこの「キプリノドン科」が単系統群ではないことを明らかにし、複数の科を分割することによって現在の分類体系の基礎が作られている。

### アプロケイルス亜目
アプロケイルス亜目 Aplocheiloidei は3科36属493種で構成される。鮮やかな色彩をもつ種類が多く、観賞魚として人気の高い一群である。左右の腹鰭の基部は互いに近い位置にある。3個の基鰓骨をもち、臀鰭に対する背鰭の位置は前後さまざま。
本亜目には「年魚」と呼ばれる一群が含まれる。年魚は雨季に形成された一時的な池沼に産卵する。卵は乾燥に耐える厚い絨毛膜をもち、休眠によって乾季を乗り越える。通常は次の雨季に孵化するが、1年以上卵のままでいる場合もある。こうした年魚の生活史は分類上の系統を反映しているわけではなく、独立に獲得される様式であることが示されている。

#### アプロケイルス科

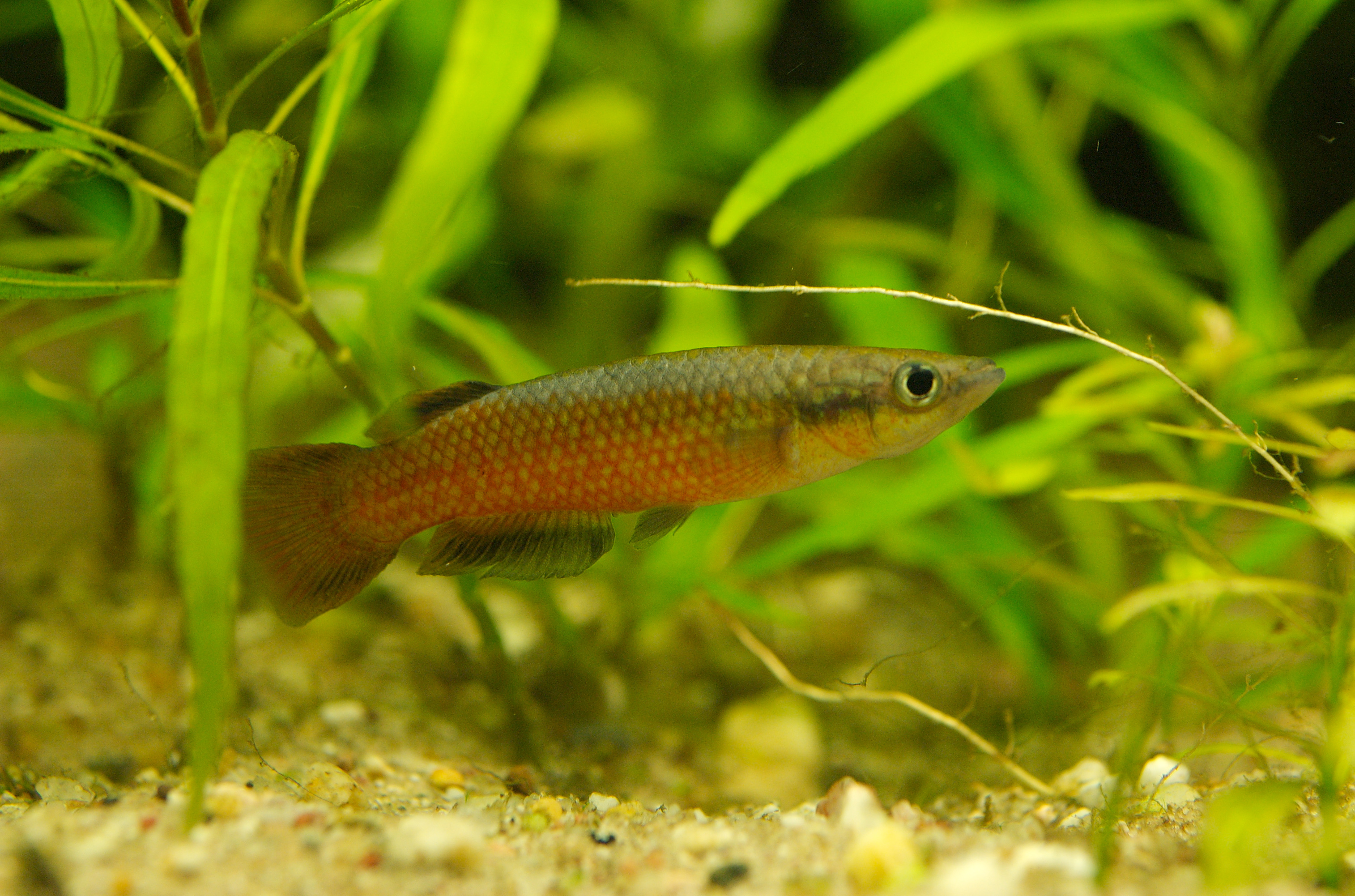
アプロケイルス科の1種（Pachypanchax omalonotus）

アプロケイルス科 Aplocheilidae は2属7種からなり、マダガスカル・セーシェルなどアフリカ東部の島嶼地域、およびインド亜大陸から東南アジアにかけて分布する。雌の背鰭には黒い斑点がある。
かつてアプロケイルス亜目の魚類は、すべて本科にまとめられていた。現在ではアフリカ大陸に分布するグループをノソブランキウス科、新世界に住む一群をリウルス科として分離し、本科にはアフリカ島嶼地域とアジアに生息する少数のグループが含められている。
- Aplocheilus 属
- Pachypanchax 属

#### ノソブランキウス科

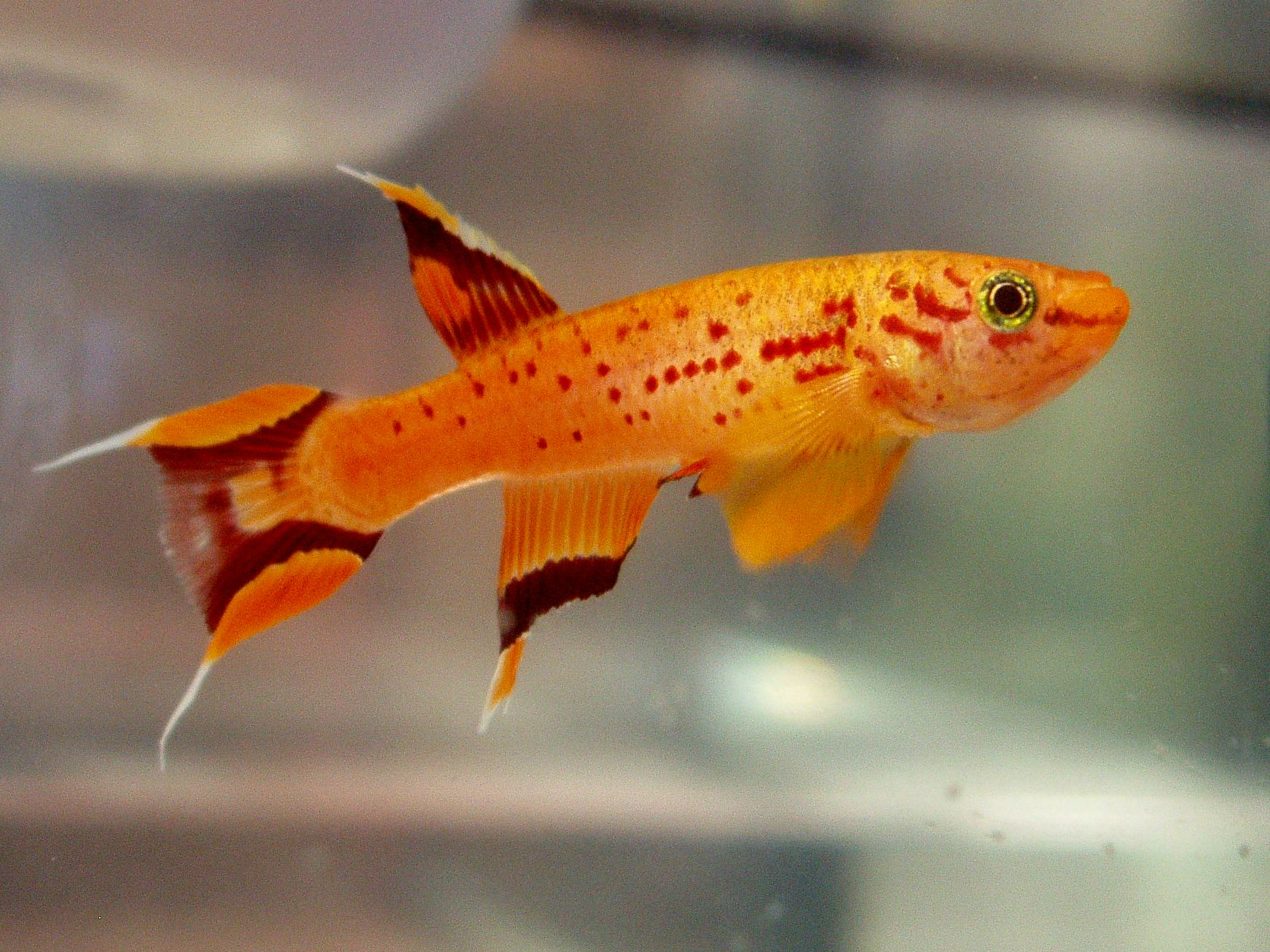
アフィオセミオン・オーストラレ Aphyosemion australe （ノソブランキウス科）

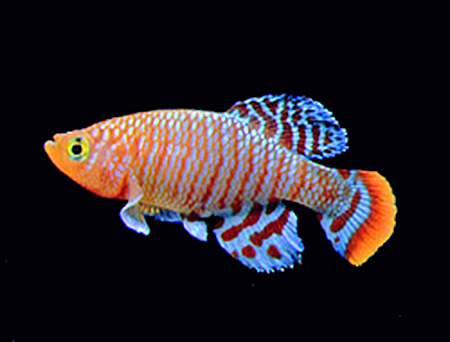
ノソブランキウス科の1種（Nothobranchius rachovii）

ノソブランキウス科 Nothobranchiidae 科 には6属250種が所属し、サハラ砂漠南部から南アフリカにかけてのアフリカ大陸に分布する。雄には3本の赤縞が斜めに走行する。
- Nothobranchius 属
- 他5属

#### リウルス科

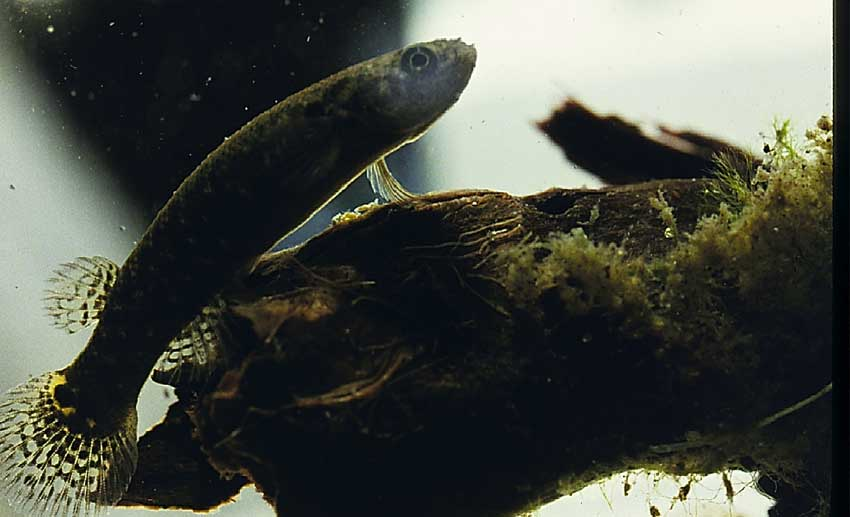
マングローブ・リウルス Kryptolebias marmoratus （リウルス科）。自家受精による単独繁殖が可能な魚類

リウルス科 Rivulidae は28属236種を含み、フロリダ半島南部から中央アメリカ、アルゼンチン北東部にかけて分布する。多くは全長8cm未満、最大種でも20cmほどの小型魚類で、3cmに満たない超小型種も含まれる。多数の未記載種が知られ、分類は今後も拡大するものとみられる。上擬鎖骨は後側頭骨と癒合せず、第一後擬鎖骨を欠く。一部に腹鰭を欠く種類がある。
フロリダ半島と西インド諸島に分布するマングローブ・リウルス（Kryptolebias marmoratus、以前は Rivulus 属に所属）および同属の仲間は、正常に機能する卵巣と精巣を同時に有するという、魚類あるいは全ての脊椎動物の中でも際立った特徴を有している。一匹の個体の中で体内受精が完了し、受精卵を産むことができる。本属を独立の Kryptolebiatinae 亜科、残るすべての属をリウルス亜科 Rivulinae として細分類する見解もある。
- Kryptolebias 属
- Rivulus 属
- 他26属

### キプリノドン亜目
キプリノドン亜目 Cyprinodontoidei は4上科7科73属520種で構成される。腹鰭の基部は近接せず、基鰓骨は2個。

#### フンドゥルス上科
フンドゥルス上科 Funduloidea は3科23属85種からなる。プロフンドゥルス科とグデア科は姉妹群の関係にあるとみられている。

##### プロフンドゥルス科
プロフンドゥルス科 Profundulidae は1属5種を含み、中央アメリカの淡水域に分布する。体外受精により繁殖する。
- Profundulus 属

##### グーデア科

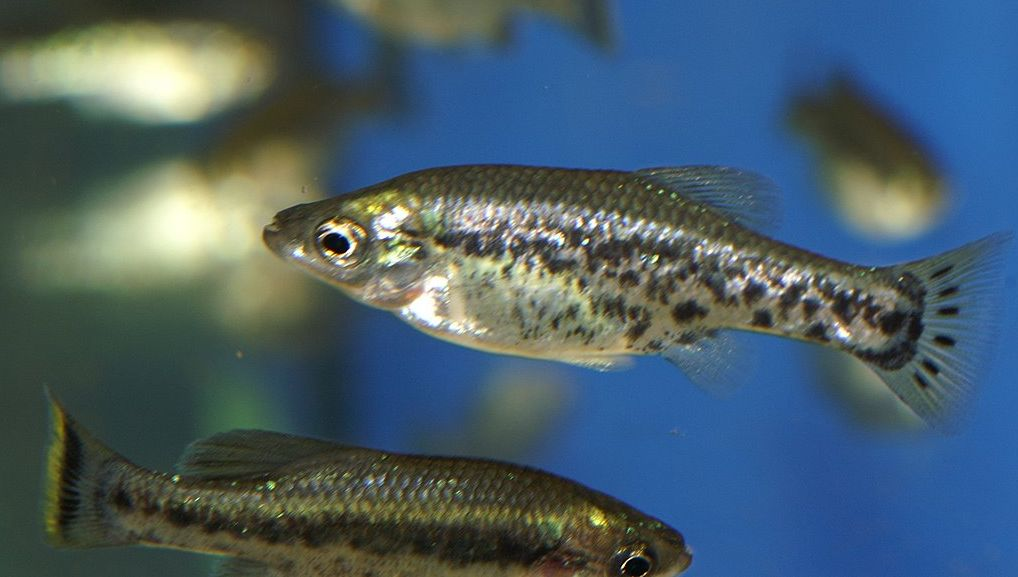
グーデア科の1種（Ameca splendens）

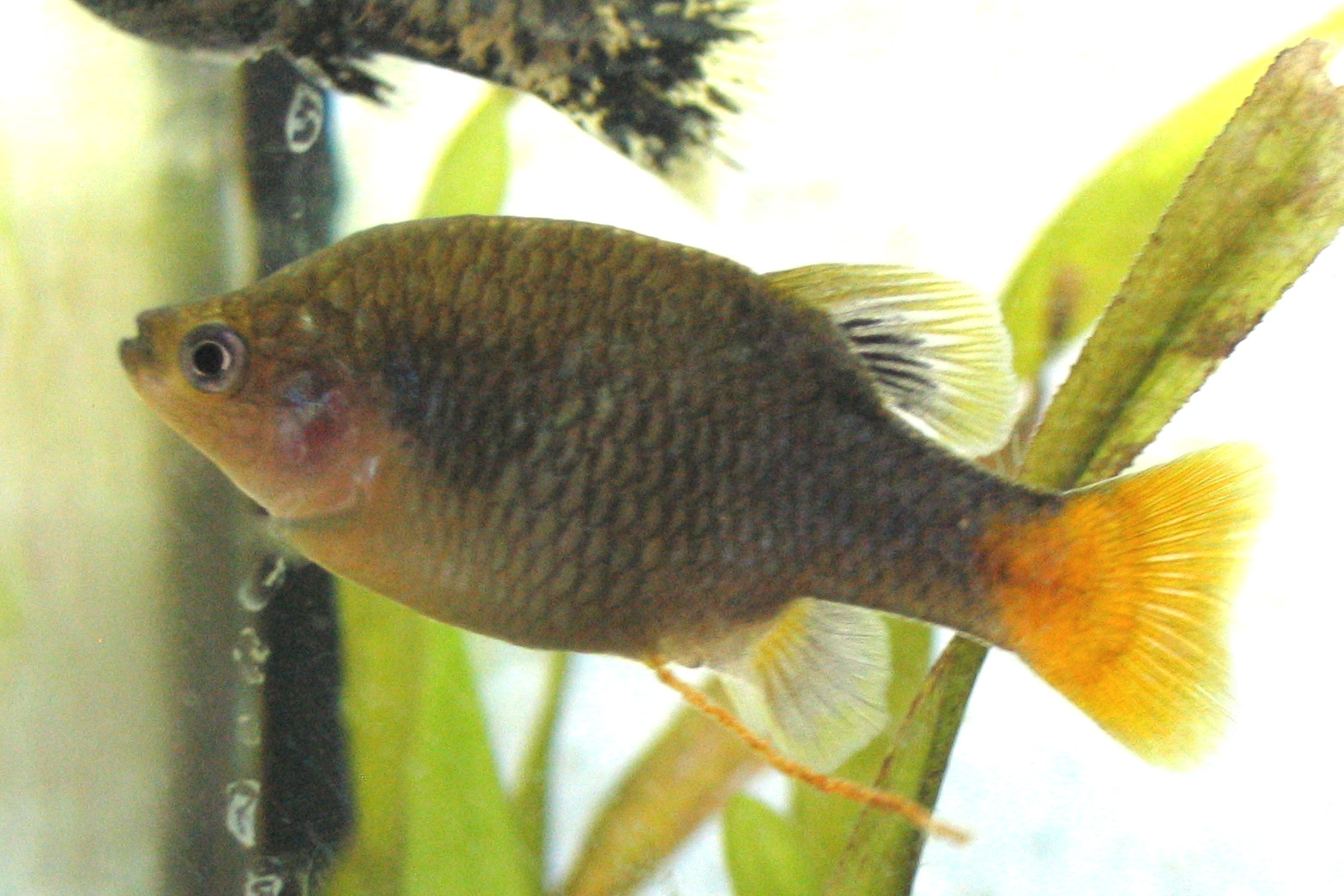
ハイランド・カープ Xenotoca eiseni （グーデア科）

グーデア科 Goodeidae は2亜科18属40種で構成され、北アメリカ（米国ネバダ州からメキシコ中西部）に分布する。
- Empetrichthyinae 亜科  2属4種からなり、ネバダ州南部に分布するが、うち1種（アッシュメドウズキリフィッシュ、E. merriami）は既に絶滅したものとみられる。以前はキプリノドン科に含められていたグループ。腹鰭とその骨格をもたない。上鰓骨はY字型。体外受精をする。
  - Crenichthys 属
  - Empetrichthys 属
- Goodeinae 亜科  16属36種を含み、メキシコに分布する。体内受精を行うグループで、雄は臀鰭の前方の鰭条が短く変形した交接器をもつ。卵巣は部分的に癒合する。卵が小さく卵黄をほとんどもたないなど、発生過程に特徴が多い。体高の高いものから細長いもの、肉食性あるいは草食性の種類までさまざまで、生態および体形には多様性がみられる。
- Goodea 属
- 他15属

##### フンドゥルス科

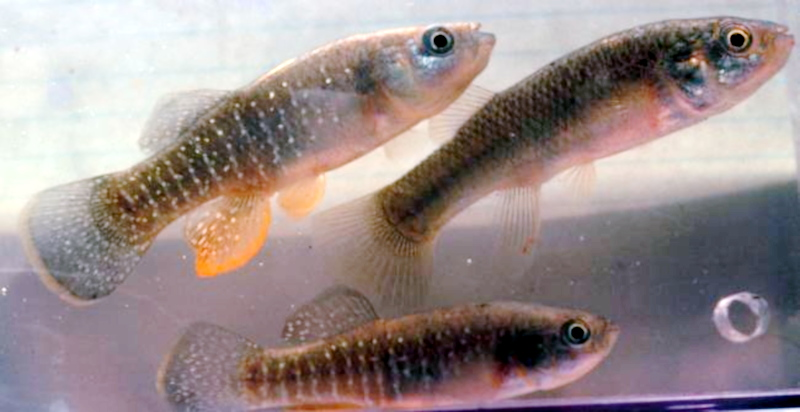
マミチョグ Fundulus heteroclitus heteroclitus （フンドゥルス科）。モデル生物として重要な種類

フンドゥルス科 Fundulidae は4属50種からなり、カナダ南東部からユカタン半島にかけての低地に分布する。本科の仲間の多くは顕著な広塩性を示し、生息域は淡水域から塩分濃度の高い沿岸海域まで広範囲に及ぶ。背鰭の起始部は臀鰭の真上か、やや前にある。
- Fundulus 属
- 他3属

#### ヴァレンキア上科
ヴァレンキア上科 Valencioidea は1科1属2種で構成される。いずれも卵生の魚類である。

##### ヴァレンキア科

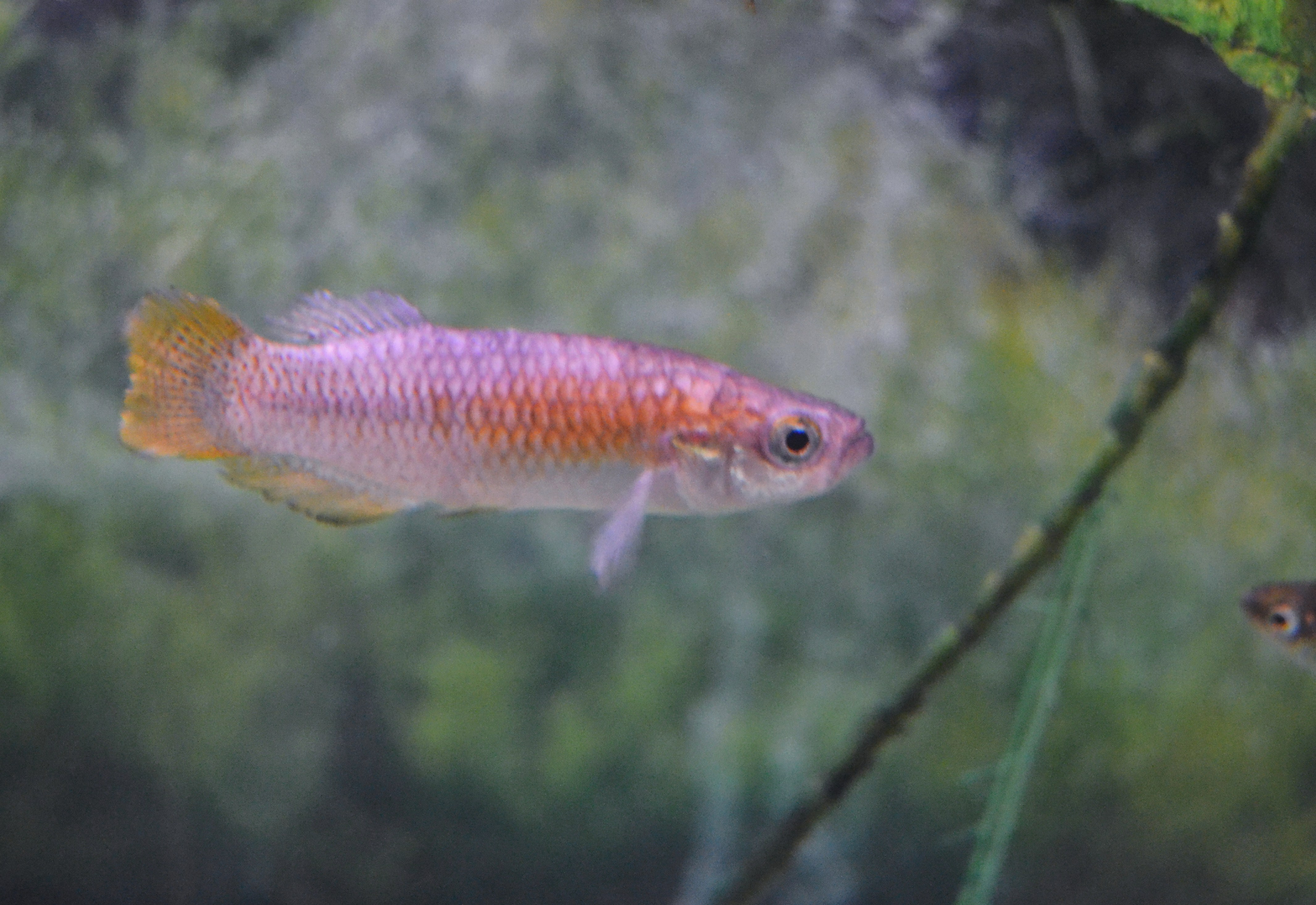
ヴァレンシア科の1種（Valencia hispanica）

ヴァレンキア科 Valenciidae は1属3種からなり、スペイン南東部・ギリシャ西部・アルバニアに分布する。主上顎骨に細長い突起がある。本科の魚類は地中海周辺の淡水域に分布する。
- ヴァレンキア属 Valencia

#### キプリノドン上科
キプリノドン上科 Cyprinodontoidea は1科9属104種を含む。カダヤシ上科と姉妹群を構成すると考えられている。

##### キプリノドン科

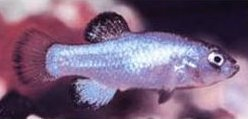
キプリノドン科の1種（Cyprinodon diabolis）

キプリノドン科 Cyprinodontidae は2亜科9属104種で構成される。アメリカ合衆国・中央アメリカ・南アメリカと、アフリカ北部・地中海沿岸地域に分布する。背鰭の起始部は臀鰭よりも後方にある。体長8cm未満の小型魚類で、卵生。
- Cubanichthyinae 亜科  1属2種。キューバ・ジャマイカに分布する。雄の背鰭は大きい。頭頂骨をもつ。
  - Cubanichthys 属
- Cyprinodontinae 亜科  2族8属102種。頭頂骨をもたない。
  - Orestiini 族  3属57種。チチカカ湖など南アメリカの高標高地域に分布するOrestias 属、地中海周辺に生息する Aphanius 属、およびトルコの固有種である Kosswigichthys 属など、地理的に不連続な分布を示す一群である。歯骨が延長し、下顎が頑健となっている。Orestias 属の仲間は腹鰭・鋤骨・第一後擬鎖骨をもたず、鱗を欠く種類もいる。
    - Aphanius 属
    - Kosswigichthys 属
    - Orestias 属

  - Cyprinodontini 族  5属45種。アメリカ合衆国南東部から中央アメリカ・西インド諸島に分布する。Floridichthys carpio など汽水域・海水域に進出する種類もいる。第一椎骨には神経棘がない。一部の種類は腹鰭を欠く。
    - Cyprinodontis 属
    - 他4属

#### カダヤシ上科
カダヤシ上科 Poecilioidea は2科40属319種で構成される。

##### ヨツメウオ科

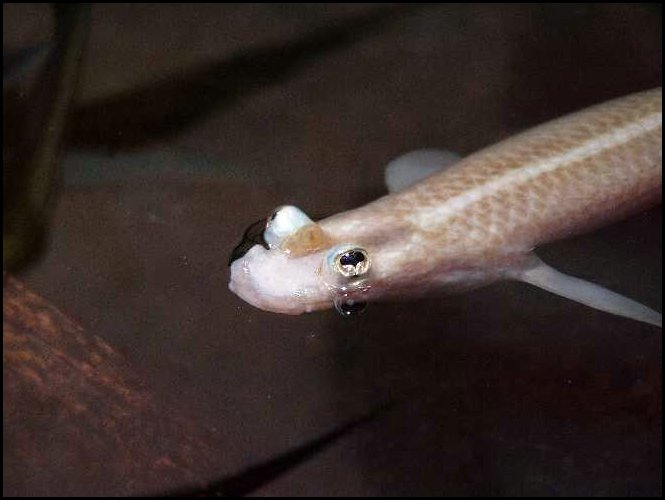
ヨツメウオ科の1種（Anableps sp.）。瞳孔が分割された大きな眼を使い、水上と水中を同時に見ることができる

ヨツメウオ科 Anablepidae は2亜科3属15種を含み、メキシコ南部から南アメリカにかけて分布する。上耳骨・上後頭骨は頑健。腹鰭は胸鰭の後端よりも後ろに位置する。背鰭の起始部は臀鰭よりも後方にある。
- Anablepinae 亜科  2属14種。卵胎生で、雄は精管と連続した交接器をもつ。交接器が左にのみ動く「左利き」と、右にしか動かない「右利き」の雄が存在する。雌の生殖孔も同様で、左に開口するものと右に開くものとがいる。左利きの雄は右に開口した雌と交尾し、右利きはその逆と考えられている[3]。
  - Anableps 属  ヨツメウオと総称されるグループで、メキシコ南部から南アメリカ北部にかけて3種が知られる。眼球が上部に突き出し、瞳孔が水面に対して水平に分割されていることが特徴。分割線と水面を合わせるように泳ぐことで、水上と水中の両方に、同時に焦点を合わせることができる。椎骨の数はカダヤシ目中で最も多く、45-54個に達する。全長32cmに達し（本目で最大）、雌が雄よりも大きい。
  - Jenynsia 属  南アメリカ南部の低地に11種が分布する。眼は通常の形態。雌は最大12cmに成長するのに対し、雄は4cm程度である。
- Oxyzygonectinae 亜科  1属1種で、O. dovii のみを含む。ニカラグア・コスタリカ・パナマの太平洋側の淡水域に分布し、河口付近に進出することもある。交接器をもたず、体外受精をする。
- Oxyzygonectes 属

##### カダヤシ科

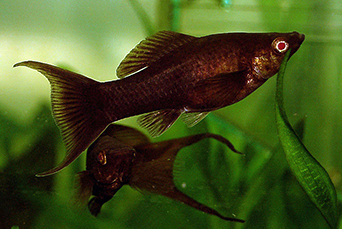
ブラックモーリー Poecilia sphenops （カダヤシ科）

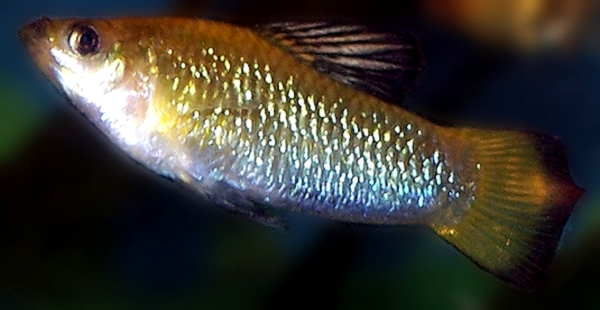
リミア・ペルギアエ Limia perugiae （カダヤシ科）。ドミニカ共和国（イスパニョーラ島東部）の固有種

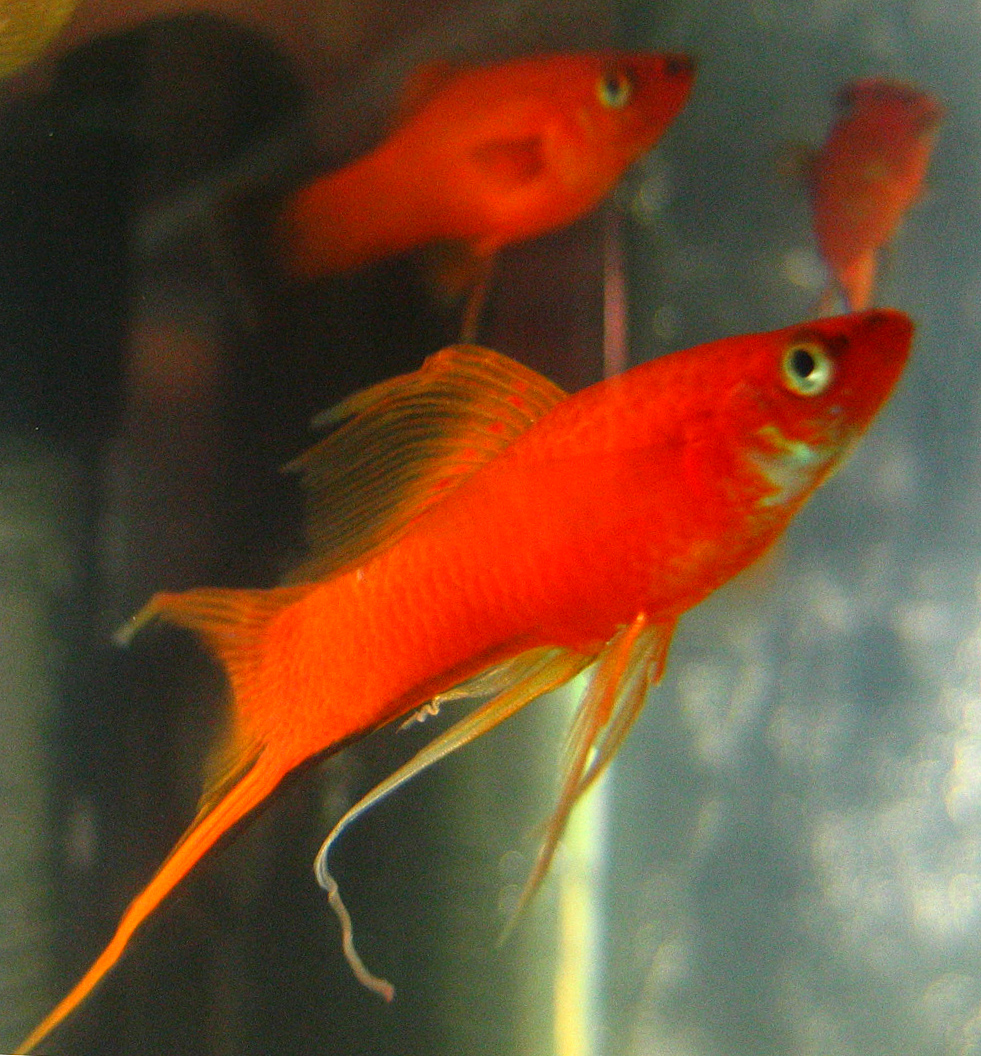
ソードテール Xiphophorus helleri （カダヤシ科）

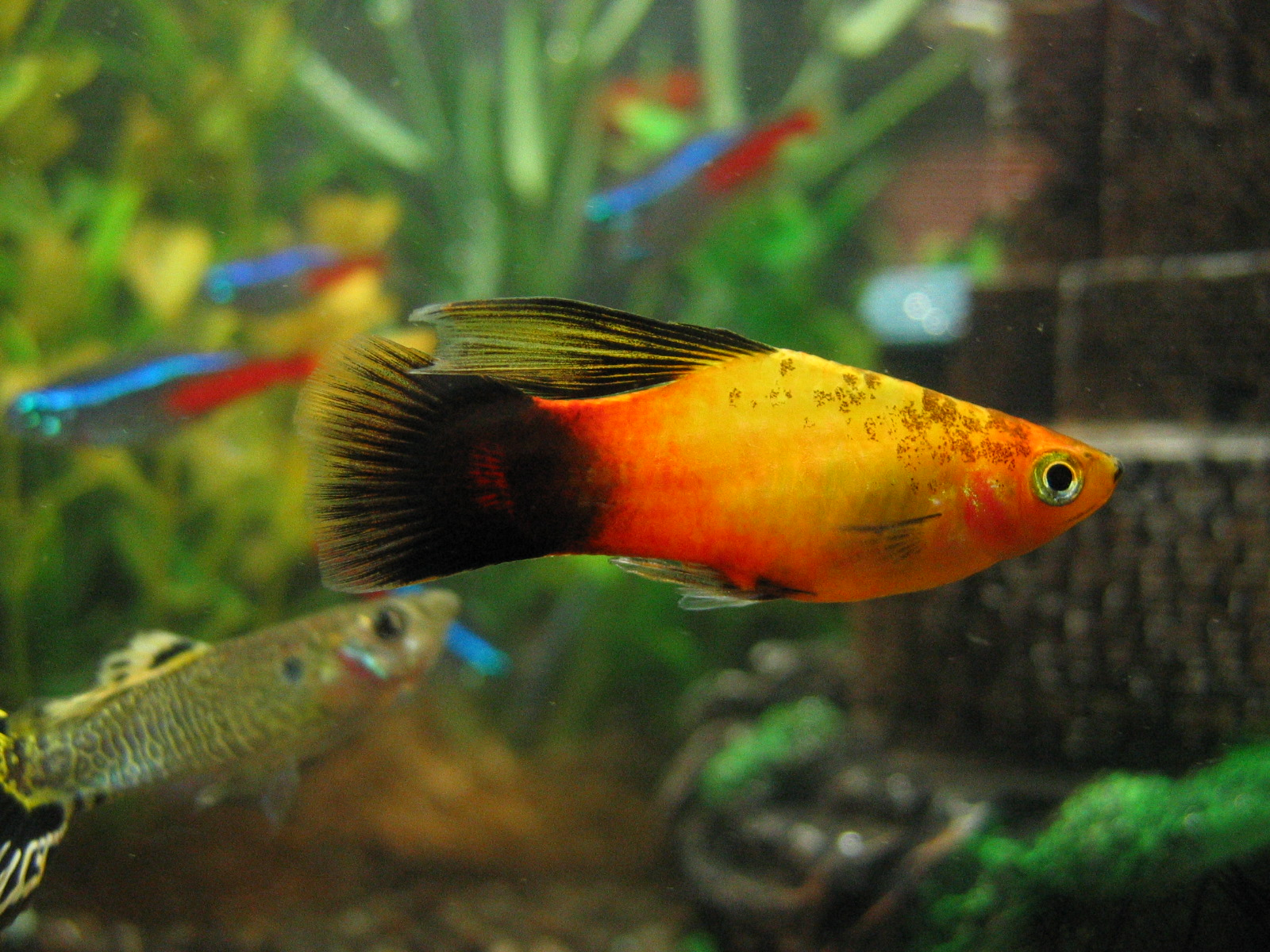
サザンプラティフィッシュ Xiphophorus maculatus （カダヤシ科）

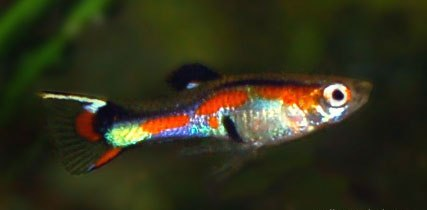
カダヤシ科の1種（Poecilia wingei エンドラーズ・ライブベアラ）

カダヤシ科 Poeciliidae は3亜科37属304種で構成され、アメリカ東部から南アメリカ、およびアフリカの低地に分布する。交接器の有無はさまざま。胸鰭の位置は高い。本科内部の構成は、Ghedotti（2000）の見解に基づいた変更が近年加えられている。
- Aplocheilichthyinae 亜科  1属1種で、A. spilauchen のみを含む。アフリカ西部のセネガル川・コンゴ川の河口付近に分布する本亜科は、他のすべてのカダヤシ科魚類の起源となった一群とみなされている。本亜科はかつて6属を擁したが、残る仲間はすべてProcatopodinae 亜科に移された。
  - Aplocheilichthys 属
- Procatopodinae 亜科  2族9属78種を含む。
  - Fluviphylacini 族  1属5種。南アメリカに分布し、体長2cm未満の超小型種からなる。かつては独立の亜科として分類されていた。
    - Fluviphylax 属

  - Procatopodini 族  8属73種からなり、すべてアフリカに生息する。
    - Procatopus 属
    - 他7属
- カダヤシ亜科 Poeciliinae  9族27属225種で構成され、南北アメリカ大陸および西インド諸島に分布する。1属（Tomeurus）を除き卵胎生で、雄は臀鰭の鰭条が長く伸びた交接器をもつ。カダヤシ・セイルフィン・モーリー・グッピー・ソードテール・サザンプラティフィッシュなど、観賞魚として人気の高い魚種が数多く所属する。セイルフィン・モーリーなど汽水域・沿岸海域に進出する種類もある。
  - Alfarini 族  1属2種。
    - Alfaro 属

  - Priapellini 族  1属4種。
    - Priapella 属

  - Gambusini 族  3属57種。
    - Gambusia カダヤシ属[2]
    - 他2属

  - Heterandrini 族  6属45種。
    - Heterandria 属
    - 他5属

  - Girardini 族  3属11種。
    - Girardinus 属
    - 他2属

  - Poeciliini 族  6属88種。Limia 属の仲間はそのほとんどが西インド諸島の固有種で、それぞれが分布する島の淡水域で重要な地位を占める魚類である。
    - Limia 属
    - Poecilia グッピー属[2]
    - Xiphophorus ソードテール属[8]
    - 他3属

  - Cnesterodontini 族  5属15種。本亜科で唯一の卵生魚類である Tomeurus 属（1種）は独立の族 Tomeurini として扱われることもある。
    - Cnesterodon 属
    - Tomeurus 属
    - 他3属

  - Scolichthyini 族  1属2種。
    - Scolichthys 属

  - Xenodexini 族  1属1種。
    - Xenodexia 属